# キャッシュ・フロー計算書
キャッシュ・フロー計算書（きゃっしゅふろーけいさんしょ、英: cash flow statement、C/F）は会計期間におけるキャッシュ（現金及び現金同等物）の増減（フロー）を活動区分別に記した財務諸表である。

## 概要
キャッシュフロー計算書は一定期間における現金相当資金の増減（キャッシュ・フロー）を営業活動・投資活動・財務活動ごとに区分して記した財務諸表である。
損益計算書（P/L）をはじめとする財務会計は、発生主義に基づいて収益認識をおこなう。この手法は企業の収益性評価（期間損益計算）を正確におこなえる一方、手元資金（現金）の認識を正確におこなえない。ゆえにP/L上の純損益が必ずしも現金等の収支と一致せずに現金が払底、企業が倒産 (黒字倒産) に追い込まれる場合がある。また金融機関からの借り入れは現金の増加、つまり収入となるが、損益計算における収益ではない。さらに減価償却費は損益計算上は費用となるが、同一会計期間における現金支出とは一致しない。
この収益発生と資金移動の分離認識は、発生主義の本質的な特徴であり、そのズレは避けることができない。一方P/Lでは採用されていない現金主義は、資金でもって収益を認識するため、ズレが一切発生しない。
このような背景から、発生主義ではなく現金主義的に、一定期間における資金の増減を記録したものがキャッシュ・フロー計算書である。
キャッシュ・フロー計算書の作成目的は、企業の資金状況を開示すなわち企業の現金創出能力と支払い能力を査定するのに役立つ情報を提供することと、利益の質を評価するのに役立つ情報を提供することにあるとされる。
アメリカ合衆国やイギリス等の欧米諸国では1980年代後半から1990年代初頭にかけてその作成が制度化された。日本でも国際会計基準（IFRS）の一元化の流れの1つとして「連結キャッシュ・フロー計算書等の作成基準」の導入に伴い、上場企業では2000年3月期から作成が義務づけられた。21世紀初頭現在では、主要な先進国の企業会計制度において、貸借対照表と損益計算書に次ぐ第3の財務諸表として位置付けられている。

## 評価
債券評価で確立したDCF法等の金融工学の成果を企業評価や事業評価に応用しようとする機関投資家等は、「Cash is king」の標語に代表されるように、企業や事業の評価を会計上の利益から現金創出力（特にいわゆる「フリー･キャッシュ・フロー（FCF）」）に重きを置くようになり、その前提として、キャッシュ・フロー計算書の作成を求めるようになった。ただし、近年はさらに研究が進み、企業価値評価にFCFの直接的な使用が適当であるかの評価は定まっていない。
この表によって企業の財務状態の以下の点を評価するのに役立つ。
- 企業が将来の資金流入を生み出す能力があるか
- 企業が債務や配当金を支払う能力があるか
- 利益やそれに伴う現金の受け取りや支払いの違いの理由
- 企業の投資と財務の取引の現金及び現金以外の側面

## 資金の範囲
キャッシュ･フロー計算書において、資金とは現金および現金同等物をいう。現金（Cash）とは、手許現金および要求払預金（普通預金や当座預金など）をいう。また、現金同等物（Cash equivalents）とは、容易に換金可能であり、かつ価値の変動について僅少なリスクしか負わない短期投資を指す。具体的には、定期預金（3ヶ月以内のもの）、譲渡性預金、コマーシャル・ペーパーなどがこれに含まれる。現金と現金同等物間での取引はC/Fには表示されない。

## 3つの表示区分

### 営業活動
直接法、または間接法により作成することが選択でき、どちらの方法で作成しても結果は同じ金額となる。企業活動との関係性を明らかにするため、支払利息の支払額は「財務活動」に、受取利息や受取配当金の受取額は「投資活動」にそれぞれ記載することも出来る。したがって、「小計」欄が純粋な営業活動によるキャッシュ・フローである。

### 投資活動
投資活動によるキャッシュ・フロー（英: Cash flows from investing activities、投資CF）は直接法により作成する。営業活動以外での資産に関わる全ての資金の動きを示す。設備投資、固定資産の取得、資金の貸付による資金の増減、他社への資本投資に関して記載する。
|      |              | キャッシュ増減 | キャッシュ増減 | 例                                 |
| -    | +            |                |                | 例                                 |
| ---- | ------------ | -------------- | -------------- | ---------------------------------- |
| 区分 | 固定資産     | 取得           | 売却           | 製造装置の取得、土地の売却         |
| 区分 | 有価証券     | 取得           | 売却           |                                    |
| 区分 | 投資有価証券 | 取得           | 売却           | 日本10年国債の取得                 |
| 区分 | 貸付         | 実行           | 回収           | 役員貸付の実行、協力会社貸付の回収 |
| 区分 | 子会社       | 取得           | 売却           |                                    |

### 財務活動
直接法により作成する。営業活動以外での負債と純資産の部に関わる全ての資金の動きを示す。主に借入金による調達や返済の増減や、自社の株や債権に関する発行益・配当金支払・買戻・返済などを記載する。

## 直接法と間接法
キャッシュ・フロー計算書を作成する方法には、直接法と間接法がある。
- 直接法 - 直接法は現金収支に収益・費用を関連付けて計算する。直接法は間接法に比べてキャッシュ・フローに対する収益・費用の関連性を表記できる反面、実務が煩雑である難点を持つ。直接法の連結キャッシュ・フロー計算書を作成するためには、通常、連結側に取り込まれない「売上原価」の内訳を連結側に取り込み、内訳毎の連結消去が必要となる。しかし、この機能を実現している連結会計システムはごく一部に限定されている[5]。しかし、IFRSは直接法に一本化される方向であり、米国基準も直接法を推奨している[6]。

- 間接法 - 間接法は利益から非資金性費用を加算して資産・負債の増加減少を逆算する事により計算する方法である。つまり間接法によるキャッシュフロー計算書では、損益計算書の税引前当期純利益を元にキャッシュフロー要因の期首との差異を加減することで計算する。実務では間接法によることが多い。これは、特に連結での直接法キャッシュ・フロー計算書が作成困難であり、比較的に間接法によって作成することが簡便であることが理由の一つである。また、中国の「新企業会計準則」では2012年1月1日より、間接法は禁止されている。

## 意義と分析
キャッシュ・フロー計算書は、様々な情報を提供する。その内容を検討することにより、企業活動に関して以下のことが明確になる。
1. キャッシュを生み出す現金創出力。
2. 資本の活用方針（企業がどこへ向かっているか）。
3. 借入金に係る支払利息の負担能力。
4. 外部からの資金調達への依存度。
5. 収益力の質と量（企業は何によってキャッシュを稼いでいるか）。